# Ganbaru
Ganbaru (頑張る lit., mantenerse firme?), también transliterado como gambaru, es una palabra japonesa muy extendida que, aproximadamente, significa "trabajar muy duro y tenazmente en tiempos difíciles".
El término ganbaru suele traducirse como "dar lo mejor de uno" o "hacer el mejor trabajo posible", aunque en la práctica significa mucho más que eso. La palabra enfatiza el "trabajar con perseverancia" o "soportar con coraje la adversidad".
Ganbaru significa "comprometerse plenamente con una tarea y llevarla a su fin". Puede traducirse como persistencia, tenacidad, perseverancia y trabajo duro. El término tiene una importancia única en la cultura japonesa.
El New York Times escribió sobre Shōichi Yokoi, un soldado japonés que no se rindió al finalizar la Segunda Guerra Mundial, y que se rendiría mucho más tarde en Guam, en enero de 1972. En Japón, incluso los que estaban avergonzados por sus constantes referencias al Emperador, sentían una profunda admiración hacia su determinación y espíritu ganbaru. Después del terremoto de Kobe de 1995, el eslogan "Gambaro Kobe" se utilizó para animar a la gente de la región mientras trabajaban para reconstruir la ciudad y sus vidas. Después del terremoto de Japón de 2011, "gambaru" fue una de las expresiones más escuchadas.

## Análisis
El gambaru se centra en la importancia de terminar una tarea y no detenerse hasta alcanzar el objetivo. El esfuerzo continuo para superar los obstáculos (incluso si no se tiene éxito) es un concepto muy importante en Japón.
A diferencia del término relacionado gaman, que es pasivo, ganbaru es un proceso activo.
La palabra tiene muchos sinónimos en japonés, pero pocos antónimos.